# Nyt mä meen
Nyt mä meen è il primo singolo pubblicato dall'album di debutto Silmät sydämeeni dalla cantante finlandese Kristiina Brask. È stato pubblicato il 10 ottobre 2007, e ha raggiunto la posizione numero 14 nella classifica ufficiale dei singoli finlandesi.

## Classifiche
| Classifica (2007) | Posizione massima |
| ----------------- | ----------------- |
| Finlandia         | 14                |